# Kanton La Tour-du-Pin
La Tour-du-Pin is een kanton van het Franse departement Isère. Het kanton maakt deel uit van het arrondissement La Tour-du-Pin. Het heeft een oppervlakte van 158.96 km² en telt 37.062 inwoners in 2018, dat is een dichtheid van 233 inwoners/km².

## Gemeenten
Het kanton La Tour-du-Pin omvatte tot 2014 de volgende 15 gemeenten:
- Cessieu
- La Chapelle-de-la-Tour
- Dolomieu
- Faverges-de-la-Tour
- Montagnieu
- Montcarra
- Rochetoirin
- Saint-Clair-de-la-Tour
- Saint-Didier-de-la-Tour
- Sainte-Blandine
- Saint-Jean-de-Soudain
- Saint-Victor-de-Cessieu
- Torchefelon
- La Tour-du-Pin (hoofdplaats)
- Vignieu

Door de herindeling van de kantons bij decreet van 18 februari 2014, met uitwerking op 22 maart 2015, werd de gemeente Vignieu overgedragen aan het kanton Morestel
en werden volgende gemeenten toegevoegd aan het kanton La Tour-du-Pin :
- La Bâtie-Montgascon
- Le Passage
- Saint-André-le-Gaz